# جون كالاهان
جون كالاهان (بالإنجليزية: John Callahan) هو كاتب أغاني ومؤلف وموسيقي ومغن مؤلف وكاتب أمريكي، ولد في 5 فبراير 1951 في بورتلاند في الولايات المتحدة، وتوفي في 24 يوليو 2010 بسبب فشل تنفسي.

## وصلات خارجية
- جون كالاهان على موقع IMDb (الإنجليزية)
- جون كالاهان على موقع ميوزك برينز (الإنجليزية)
- جون كالاهان على موقع أول موفي (الإنجليزية)
- جون كالاهان على موقع قاعدة بيانات الفيلم (الإنجليزية)